# Lynmouth-Katastrophe
Die Lynmouth-Katastrophe war eine Flutkatastrophe, die sich in der Nacht des 15. zum 16. August 1952 in der Ortschaft Lynmouth im Südwesten Englands ereignete. Nach einem 24-stündigen starken Regen, der rund 229 mm Niederschlag brachte, waren die beiden Flüsse West Lyn und East Lyn stark angeschwollen und hatten eine Schlamm- und Gerölllawine verursacht, die zwei Drittel der Ortschaft zerstörte und 34 Todesopfer forderte. Die Flutkatastrophe galt als bislang schwerste Hochwasserkatastrophe Englands. Die durch die Flutkatastrophe zerstörten Häuser am Ufer des Flusses East Lyn in Middleham – zwischen Lynmouth und Watersmeet – wurden nicht mehr wiederaufgebaut. An deren Stelle befindet sich heute ein Gedenkpark. Auch der Rhenish Tower, ein Badehaus am Ufer des East Lyn, wurde zerstört, bis 1954 aber wieder aufgebaut.
Nach inzwischen freigegebenen Akten der Royal Air Force (RAF) gibt es Hinweise, dass in der geheimen „Operation Cumulus“ am Tag vor der Katastrophe in der Region Wetterbeeinflussungsversuche mit Silber-Ionen und Salz stattfanden (Geo-Engineering). Obwohl sich ehemalige RAF-Piloten an den Einsatz erinnern, gibt es keine offizielle Bestätigung dafür. Meteorologen hingegen widersprechen Behauptungen, dass die Versuche der RAF die Katastrophe ausgelöst hätten und erklären die Katastrophe durch die damalige Wetterlage.